# Even Pedersen Kraft
Even Pedersen Kraft (1674 – 23. december 1747 på Munkholm) var en dansk-norsk officer, far til Peder Kraft.

## Karriere
Han var søn af Peder Evensen (Løiten), sognepræst til Enebak, og Anne Jensdatter, datterdatter af magister Hans Kraft, efter hvem såvel hun som hendes børn tog efternavnet Kraft. Efter i en del år at have tjent som underofficer blev Even Kraft 1704 sekondløjtnant ved Vesterlenske Regiment og 1709 premierløjtnant. Ved Carl XIII's indfald i Norge 1715-16 hørte han til Frederikshalds garnison og blev her, da han var en snild og dristig partigænger, meget benyttet. Jævnligt handlede han i forening med sine gode venner og slægtninge Peder og Hans Colbiørnsen, og han stod da også på disses parti i de stridigheder, de under og efter belejringen havde med Frederiksstens kommandant, Hans Jacob Brun. I januar 1717 blev Kraft kaptajn for nedretelemarkske kompagni af nævnte regiment, hvilket sommeren over gjorde tjeneste som soldateske på Tordenskiolds skibe og den påfølgende vinter som skiløbere. Han tjente ved denne tid under general Adam Abraham von Gaffron, der satte megen pris på ham. Året efter måtte han mod sit ønske bytte sit kompagni med et andet ved 2. Smålenske Regiment, og dette 1719, efter i vinterens løb atter at have udmærket sig, med det søndenfjeldske skiløberkompagni, ved hvilken lejlighed han forfremmedes til major. 1720 kom han til 1. Bergenhusiske Regiment, fik 1731 oberstløjtnants og 1740 obersts karakter, hvornæst han 1743 blev kommandant på Munkholm, hvor han døde 23. december 1747, 73 år gammel.

## Selvbiografi
Nogle år før sin død nedskrev Kraft om de krigsbegivenheder, som han havde taget del i, en beretning, som ikke er uden værdi, omend der i samme findes nogle unøjagtigheder og navnlig en vis tendens til at fremhæve Krafts egne bedrifter på bekostning ikke blot af Brun og andre officerer, men også af brødrene Colbjørnsen. Den skildring, han giver af sit eget, til dels i høj grad insubordinære forhold over for kommandanten, lyder også temmelig utrolig.
1706 havde Kraft ægtet Maren Knudsdatter Kylstrup, en præstedatter fra Mandal, med hvem han havde mange børn; hun døde 12. april 1766.